# Issame Charaï
Issame Charaï (Merksem, 11 maggio 1982) è un allenatore di calcio ed ex calciatore belga con cittadinanza marocchina, di ruolo attaccante, tecnico del Westerlo.

## Carriera

### Allenatore
Dopo il ritiro ha intrapreso la carriera di allenatore, lavorando come vice di Marc Brys nelle sue esperienze con Al-Faisaly, Beerschot VA, Sint-Truiden e OH Lovanio. Il 12 novembre 2022, dopo aver lasciato il club di Lovanio, diventa il commissario tecnico della nazionale Under-23 marocchina, con cui, nel 2023, vince la Coppa d'Africa di categoria. Il 29 febbraio 2024 viene esonerato per dissidi con l'allenatore della nazionale maggiore Walid Regragui
Il 25 luglio seguente diventa il vice di Liam Rosenior allo Strasburgo; il 29 gennaio 2025 si trasferisce ai Rangers, che lascia nel successivo mese di giugno, quando viene nominato nuovo allenatore del Westerlo.

## Palmarès

### Giocatore

#### Competizioni nazionali
- Tweede klasse: 1

Sint-Truiden: 2008-2009
- Derde klasse: 1

Berchem: 2002-2003 (girone A)

### Allenatore
- Coppa delle nazioni africane Under-23: 1

Marocco 2023